# Francesco Bonafini
Francesco Bonafini (Mantova, 11 ottobre 1830 – ...) è stato un patriota italiano, partecipò alla Spedizione dei Mille di Garibaldi.

## Biografia
Si arruolò nel 1859 Cacciatori delle Alpi che combatterono in Lombardia.

## Onorificenze
Fu proposto per la nomina a aiutante capitano .